# Dudy

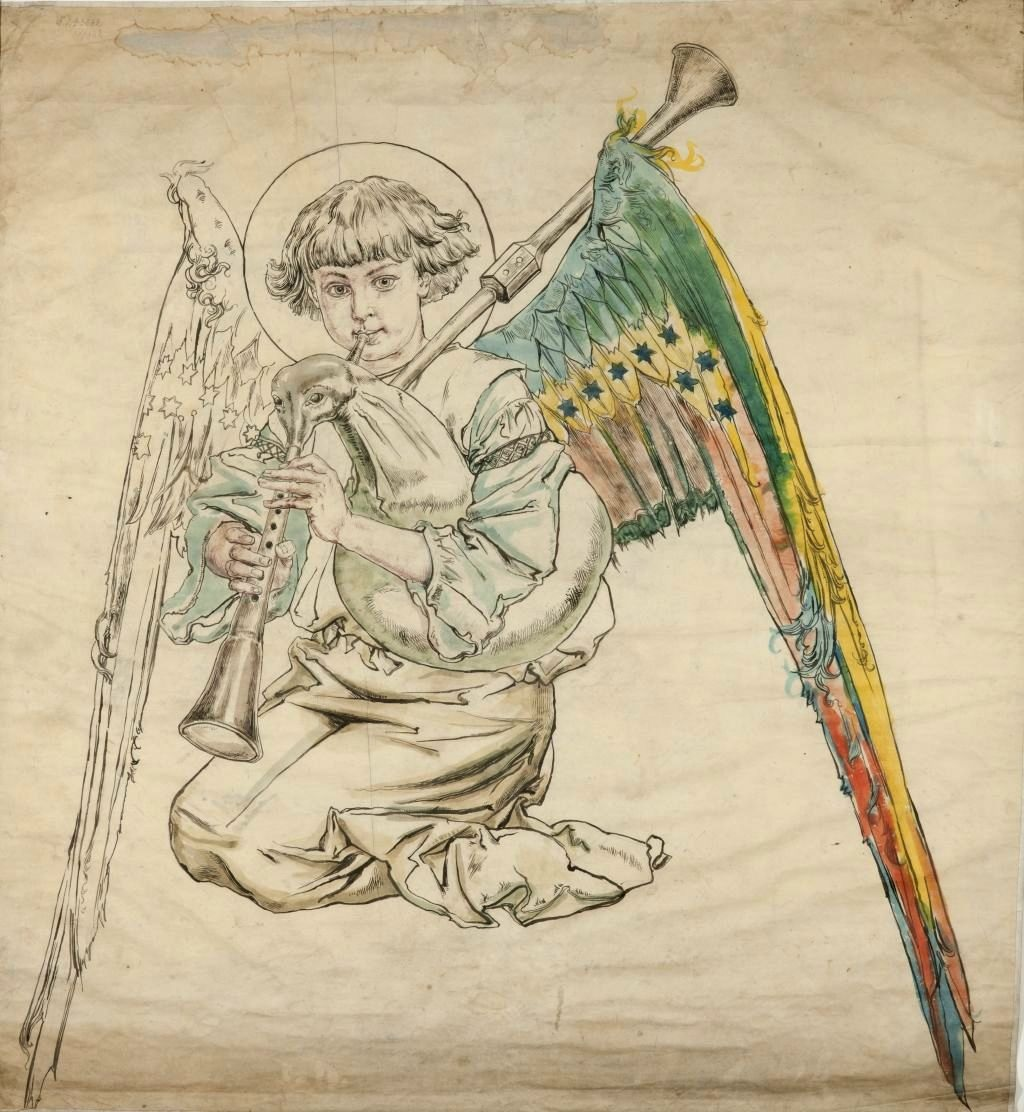
„Anioł z dudami” – Jan Matejko

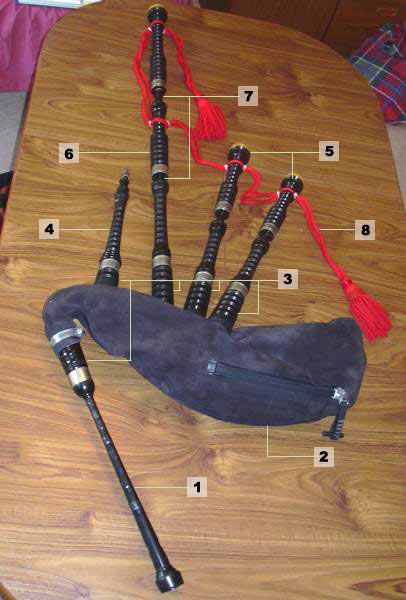
Dudy szkockie. 1. Piszczałka melodyczna, tzw. przebierka 2. worek 3. trzonek 4. dymka (specyficzny ustnik) 5. tenorowe piszczałki burdonowe 6. piszczałka basowa 7. stroik 8. sznurek ozdobny

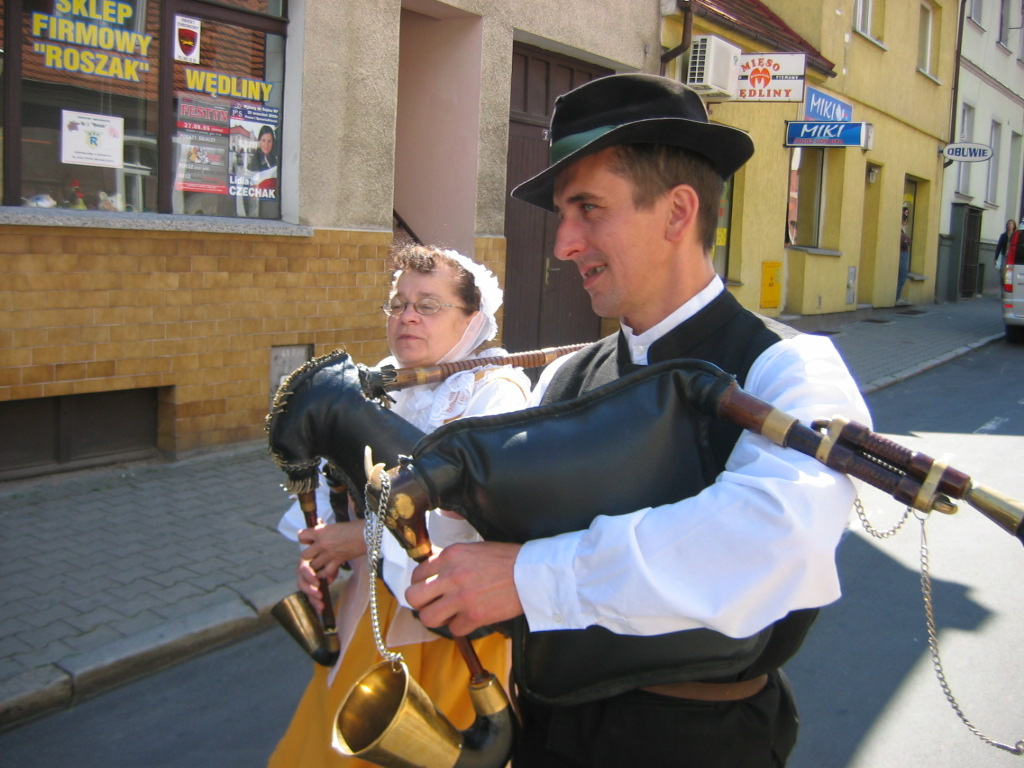
Dudy wielkopolskie (mężczyzna – dudziarz Tomasz Kiciński) i kozioł czarny (kobieta – Blanche Krbechek)

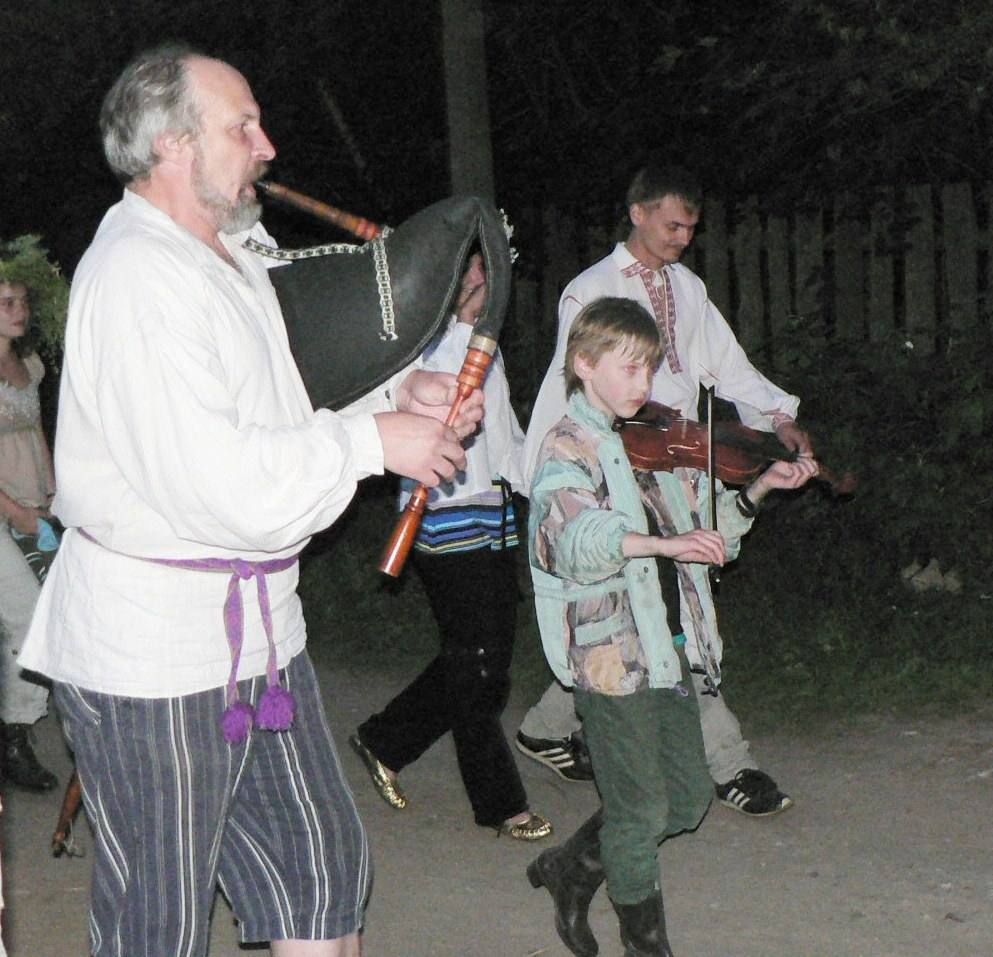
Dudy na Białorusi, w czasie obrzędów Nocy Świętojańskiej

Dudy, gajdy – instrument muzyczny dęty drewniany z grupy aerofonów stroikowych.

## Nazewnictwo
Często spotykanym (i całkowicie niepoprawnym) określeniem na dudy jest kobza. Nazwa ta oznacza zupełnie inny instrument, strunowy. Obecnie za sprawą uzusu niektóre słowniki dopuszczają stosowanie określenia kobza i kobziarz w odniesieniu do gry na dudach, jednak nawet w gronie leksykografów praktyka ta nie jest powszechnie akceptowana. Jak się przypuszcza, geneza tego zjawiska wynika ze zbieżności fonetycznej z używaną na określenie dud podhalańskich nazwą koza (instrument wykonywany był z koziej skóry).
Historycznie i lokalnie dudy były określane różnymi nazwami. Jednym z częstszych jest nazwa gajdy, która, jak sugeruje Zbigniew Przerembski, jeszcze w XIX wieku mogła być używana zamiennie z dudami, zwłaszcza w obszarach karpackich. Współcześnie, w polskim nazewnictwie instrumentów ludowych gajdami określa się najczęściej dudy z Beskidu Śląskiego wyróżniające się m.in. nadmuchiwaniem za pomocą mieszka, a nie ustnika.

## Budowa
Najprostsze dudy złożone są z:
- piszczałki melodycznej zaopatrzonej w stroik (pojedynczy – tzw. klarnetowe lub podwójny – tzw. obojowe) i otwory boczne;
- zbiornika powietrza;
- rurki do wdmuchiwania powietrza.

Dźwięk w dudach powstaje przez wzbudzenie drgań stroika powietrzem wydostającym się pod ciśnieniem ze stałego zbiornika powietrza. Ze zbiornika powietrze przechodzi przez stroiki do piszczałek. Melodię wydobywa się za pomocą piszczałki melodycznej z otworami tzw. przebierki.
Konstrukcja dud często jest rozbudowana o dodatkowe piszczałki melodyczne, a zwłaszcza o jedną lub więcej piszczałek burdonowych. Piszczałki burdonowe wydają stały dźwięk o niskiej wysokości.
Stroiki w piszczałkach dud mogą być pojedyncze lub podwójne (także: pojedyncze i podwójne w różnych piszczałkach jednego instrumentu) zależnie od odmiany regionalnej. Stroiki nie mają kontaktu z ustami grającego, znajdują się w zamkniętej komorze pomiędzy częściami drewnianego korpusu.
Jedną z różnic konstrukcyjnych między dudami jest sposób wdmuchiwania powietrza do zbiornika powietrza (miecha):
- poprzez wdmuchiwanie ustami[7] (np. dudy podhalańskie, dudy żywieckie, siesieńki);
- poprzez przyciskanie łokciem ręki niewielkiego mieszka (dymki, dymloka) i stąd wtłaczanie powietrza do worka (np. dudy wielkopolskie, kozioł biały, kozioł czarny, gajdy śląskie).

### Materiały
Tradycyjnie stroiki dud są trzcinowe (chociaż stosowane są stroiki plastikowe, metalowe lub złożone z różnych materiałów). Zbiornik powietrza często wykonany jest ze zwierzęcej skóry (całej, po usunięciu głowy, nóg i części zadniej, lub szytej), a we współczesnych instrumentach także z innych materiałów (np. gore-texu).

## Historia
Dudy znane były już w armii rzymskiej. Przeniesione z Azji do Europy w średniowieczu w IX w., zostały włączone do europejskiego instrumentarium ludowego. Ich okres rozkwitu przypadł na XV wiek, kiedy były używane na dworach królewskich, znalazły zastosowanie również w orkiestrach wojskowych.
Dudy szczególnie popularne do dziś są w ludowej muzyce szkockiej (tzw. bagpipe) i bułgarskiej (tzw. гайда-gajda), także w muzyce z Irlandii (uilleann pipes), rejonów Hiszpanii – Galicji i Asturii (gaita) i Francji – Bretanii (biniou). Nie mniej popularne są dudy na Słowiańszczyźnie – szczególnie na: Białorusi; (дуда/duda), w Czechach (dudy) i na Słowacji (gajdy) oraz wśród Bałtów – np. na Łotwie (dūdas). Nazwa dudy (bądź bardzo podobna) rozpowszechniona jest w większości języków zachodnio- i wschodniosłowiańskich, bałtyjskich, a także w języku niemieckim (dudelsack).

## Odmiany regionalne dud
Dudy z podwójną przebierką (2 oddzielne piszczałki) z 2 pojedynczymi stroikami występują w Afryce Północnej, na Półwyspie Arabskim, Kaukazie oraz w Rosji (Mari El). Podwójną przebierkę wydrążoną w jednym kanale drewnianym posiadają instrumenty w Europie Południowo-Wschodniej (w Serbii, na Węgrzech i na Ukrainie). Bułgarska gajda oraz występujące w Czechach i Polsce dudy posiadają pojedynczą przebierkę. Piszczałka melodyczna i piszczałki burdonowe zakończone są kielichami rezonansowymi, wykonanymi z drewna, rogu krowiego lub z blachy mosiężnej.
Dudy z Europy Zachodniej (Francja, Anglia, Hiszpania) posiadają piszczałkę z podwójnym stroikiem, a zakończenie instrumentu ma kształt koniczny (lekko się rozszerza).

### Rodzaje dud w Polsce
W Polsce, w zależności od regionu, są nazywane kozłem, gajdami lub kozą. W powszechnym użyciu jest również błędna nazwa kobza dotycząca innego, strunowego instrumentu. Dudy są popularnym instrumentem ludowym Podhala, Beskidu Żywieckiego, Śląskiego, Śląska Cieszyńskiego a przede wszystkim Wielkopolski. W Wielkopolsce: dudy wielkopolskie, kozioł biały (weselny), kozioł czarny (ślubny), siesieńki (sierszenki, sierszeńki).
Instrumentem z grupy dud są również gajdy z Beskidu Śląskiego. Różnią się one od dud podhalańskich i żywieckich tym, że tamte nadmuchiwane są ustami, a gajdy pompuje się dymlokiem – mieszkiem uciskanym ramieniem muzyka. Dzięki temu gajdosz (muzyk grający na gajdach) może jednocześnie śpiewać. Również dzięki wtłaczaniu do miecha powietrza z zewnątrz, a nie z ust, jest ono znacznie suchsze i skóra miecha w gajdach nie zużywa się tak szybko jak w dudach. W gajdach piszczałka melodyczna nosi nazwę gajdzica a burdonowa – huk (gwarowo: hók). Podobnie, w sposób mechaniczny pompuje się powietrze w dudach wielkopolskich i koźle (tzw. dymką)
Wśród instrumentów dudowych gajdy mają najmniejsze możliwości muzyczne, ze względu na obecność tylko sześciu otworów palcowych, co daje zaledwie siedem podstawowych dźwięków. Skala dźwiękowa gajd oparta jest na heksachordzie durowym z dodaną subkwartą przy wszystkich otworach zamkniętych. Gajdy strojone były w F, E, Es, a także w D.

## Historia dud w Polsce
Dudy były w Polsce instrumentem powszechnie używanym przez wszystkie stany. Zygmunt Gloger w swojej „Encyklopedii staropolskiej” podaje, że „Sławny pogromca Turków, Samuel książę Korecki, wzięty za czasów Zygmunta III do niewoli, pędzony pieszo do Stambułu, przygrywał na dudzie, by pocieszyć towarzyszów niedoli i lżejszym uczynić znojny pochód. Rej powiada, że szlachcic, kiedy sprosił na ucztę przyjaciół i sąsiadów, w oczekiwaniu latem na ganku, a zimą na piecu siedząc, wygrywał sobie na dudzie”.
Zachowało się wiele tradycyjnych powiedzonek oraz przysłów polskich o dudach, które zanotował Gloger:
- „Zaniechaj regała jeżeli i na dudach zabeczeć nie umiesz”. – przypisywane wojewodzie poznańskiemu Krzysztofowi Opalińskiemu,
- „Jak dudy grają, tak skaczą”,
- „Jak dudy nadmiesz, tak grają”,
- „Nie wie, w jakie dudy dąć”, czyli nie wie, od czego zacząć lub co robić,
- „Schować dudy w miech” oznaczające to samo, co „zwinąć chorągiewkę,”, „spuścić z tonu”, „położyć uszy po sobie” itp.,
- „Niedźwiedź zdechł, dudy w miech”.

## Dudy w kulturze
- Jan Kochanowski wspomina o dudach we fraszce „O Bekwarku”[15], pisze także o trzech dudarzach, przygrywających zabawie przy gorejącym stosie sobótki w Czarnym Lesie.
- Zofia Rogoszówna spopularyzowała piosenkę dla dzieci „Był Duda, był”, publikując ją w zbiorze „Koszałki opałki” w 1920 roku[16][potrzebne drugie źródło].

## Zachowane dudy w muzeach
- Największa kolekcja dud z regionów całej Polski znajduje się obecnie w zbiorach Muzeum Instrumentów Muzycznych w Poznaniu. Dudy wielkopolskie, żywieckie, podhalańskie, gajdy śląskie oraz sierszeńki i kozły wielkopolskie ma w swojej kolekcji również Państwowe Muzeum Etnograficzne w Warszawie[17].